# JRAゴールデンジュビリーキャンペーン
JRAゴールデンジュビリーキャンペーンとは日本中央競馬会（JRA）が2004年に実施した、創立50周年を記念するキャンペーンの名称である。「ゴールデン・ジュビリー」とはイギリスの王族の結婚50周年記念日（金婚式）の時に使われる表現であるという（ロイヤルアスコット開催のゴールデンジュビリーステークスもエリザベス2世即位50周年によるものでほぼ同様の意義）。具体的には以下の諸企画を実施した。

## キャンペーン内容
- 映画『シービスケット』に協賛し、関連キャンペーン（クイズオープン懸賞）を実施。
- 名馬メモリアル（年度代表馬を中心にJRAの歴代の名馬を称える記念レース開催、キャンペーン映像・ポスターの展開）
- 各競馬場で「JRA創設50周年記念競走」と題した競走を開催し、その当該週はファン感謝デーを実施した。
  - JRA創設50周年記念競走
    - 金鯱賞（中京競馬場、5月29日）
    - 宝塚記念（阪神競馬場、6月27日）
    - 七夕賞（福島競馬場、7月11日）
    - 函館記念（函館競馬場、7月25日）
    - 札幌記念（札幌競馬場、8月22日）
    - 小倉記念（小倉競馬場、8月15日）
    - 新潟記念（新潟競馬場、8月29日）
    - スプリンターズステークス（中山競馬場、10月3日）
    - 菊花賞（京都競馬場、10月24日）
    - 天皇賞（秋）（東京競馬場、10月31日）
- 第2回函館、第1回札幌競馬（7〜9月開催）期間中は、薄暮競走を開催した。
  - 第1競走発走時刻を10:55（通常9:55）、最終競走発走時刻を17:10（同16:10）とそれぞれ通常より1時間遅らせて開催。
  - メイン競走は第9競走（15:25発走）とした。
  - 第11競走、第12競走が薄暮競走開催の対象となり、特別競走の題名に「函館（札幌）はくぼ」のタイトルを入れて開催した。

（例）「函館はくぼ ラベンダー賞」「札幌はくぼ ポプラ特別」
好評だったので2005年度も継続して開催することが決定。小倉競馬場でも薄暮競走を実施（以後、準薄暮も実施するようになった。但し東日本大震災による節電策のため2011年は全面中止、2012年は東京優駿開催日に薄暮、安田記念開催日と7〜9月の新潟競馬場で準薄暮は行うが平常の薄暮開催は引き続き見送られた）。
- 11月のジャパンカップとジャパンカップダートを同日開催とし、この日を中央記念開催に相当する「ゴールデン・ジュビリー・デー」とし50周年記念キャンペーンのメインイベントと位置づけて開催した（ちなみにこのイベントでは元JRA職員の柔道選手で格闘家の小川直也がジャパンカップダートの発走前にスピーチを行い、お得意の「ハッスル!!ハッスル!!」を場内のファンと連呼した。またジャパンカップ前の国歌斉唱を和田アキ子が務めた）。また当日の京都競馬場の最終競走としてゴールデンジュビリーステークスを施行（3歳1600万円・4歳以上3200万円以下条件。ダート1200m）。もちろんロイヤルアスコットのゴールデンジュビリーステークスとは別の競走である。

## メモリアルレース
| 競走名              | 施行日   | 施行競馬場 | 格       | 距離    | 優勝馬             | 性齢 | 優勝騎手     | 管理調教師 |
| ------------------- | -------- | ---------- | -------- | ------- | ------------------ | ---- | ------------ | ---------- |
| サクラローレルM     | 1月5日   | 中山競馬場 | 1000万下 | 芝2000m | アルスブランカ     | 牡5  | 横山典弘     | 河野通文   |
| シンザン記念        | 1月12日  | 京都競馬場 | GIII     | 芝1600m | グレイトジャーニー | 牡3  | 武豊         | 池江泰郎   |
| リユウフオーレルM   | 1月18日  | 京都競馬場 | 1000万下 | 芝1600m | ユキノスイトピー   | 牝4  | 須貝尚介     | 須貝彦三   |
| タケホープM         | 1月25日  | 中山競馬場 | 1000万下 | 芝1600m | ワイルドファイアー | 牡5  | 藤田伸二     | 柄崎孝     |
| コレヒデM           | 2月1日   | 東京競馬場 | 1000万下 | 芝2000m | フジヤマワイルド   | 牡5  | 柴田善臣     | 加藤征弘   |
| エルコンドルパサーM | 2月8日   | 東京競馬場 | 1000万下 | 芝1600m | オークルーム       | 牝4  | 横山典弘     | 栗田博憲   |
| オートキツM         | 2月15日  | 東京競馬場 | 1000万下 | 芝2400m | シャーディーナイス | 牡5  | 木幡初広     | 谷原義明   |
| タケシバオーM       | 2月22日  | 東京競馬場 | 1000万下 | 芝1800m | アドマイヤロッキー | 牡4  | 武豊         | 橋田満     |
| ハイセイコーM       | 2月29日  | 中山競馬場 | 1000万下 | 芝1600m | エアヴァルジャン   | 牡6  | O.ペリエ     | 田村康仁   |
| サクラスターオーM   | 3月7日   | 中山競馬場 | 1000万下 | 芝2500m | ラヴァリージェニオ | 牡5  | D.バルジュー | 鈴木伸尋   |
| メイズイM           | 3月14日  | 中山競馬場 | 1000万下 | 芝1800m | タイキアルファ     | 牡4  | 岡部幸雄     | 藤沢和雄   |
| マヤノトップガンM   | 3月21日  | 阪神競馬場 | 1000万下 | 芝1400m | ハッピートゥモロー | 牡4  | 福永祐一     | 安藤正敏   |
| オンスロートM       | 3月28日  | 中山競馬場 | 1000万下 | 芝1800m | ハスラー           | 牡5  | 蛯名正義     | 和田正道   |
| コダマM             | 4月4日   | 阪神競馬場 | 1000万下 | 芝2000m | ダディーズドリーム | 牡5  | 安藤勝己     | 松田博資   |
| メジロラモーヌM     | 4月11日  | 阪神競馬場 | 1000万下 | 芝1600m | ラシルフィード     | 牝5  | 幸英明       | 松元省一   |
| トウショウボーイM   | 4月18日  | 中山競馬場 | 1000万下 | 芝2000m | オペラカスタム     | 牡5  | 池添謙一     | 山内研二   |
| ハクチカラM         | 4月25日  | 東京競馬場 | 1000万下 | 芝1600m | トーセンテンショウ | 牡5  | 田中勝春     | 田村康仁   |
| イナリワンM         | 5月2日   | 京都競馬場 | 1000万下 | 芝1600m | キネティクス       | 牡5  | 小牧太       | 新川恵     |
| カブラヤオーM       | 5月9日   | 東京競馬場 | 1000万下 | 芝1600m | モノポール         | 牡5  | 蛯名正義     | 大久保洋吉 |
| グランドマーチスM   | 5月16日  | 京都競馬場 | 1000万下 | 芝2400m | ナムラハクシャ     | 牡5  | 熊沢重文     | 五十嵐忠男 |
| エアグルーヴM       | 5月23日  | 東京競馬場 | 1000万下 | 芝2000m | メジロマントル     | 牡7  | 吉田豊       | 大久保洋吉 |
| ミスターシービーM   | 5月30日  | 東京競馬場 | 1000万下 | 芝1600m | ダンシングオン     | 牡4  | M.デムーロ   | 森秀行     |
| ホマレボシM         | 6月6日   | 東京競馬場 | 1000万下 | 芝1800m | ソウゴン           | 牡5  | 石神深一     | 成宮明光   |
| ミホノブルボンM     | 6月13日  | 中京競馬場 | 1000万下 | 芝2000m | エリモハリアー     | 騸4  | 北村浩平     | 田所秀孝   |
| ウイルデイールM     | 6月20日  | 阪神競馬場 | 1000万下 | 芝2000m | グリーンプレジャー | 牡5  | 熊沢重文     | 五十嵐忠男 |
| テイエムオペラオーM | 6月27日  | 阪神競馬場 | 1000万下 | 芝1600m | マチカネメニモミヨ | 牡5  | 武豊         | 伊藤雄二   |
| マルゼンスキーM     | 7月4日   | 福島競馬場 | 1000万下 | 芝1800m | ウインレガート     | 牡5  | 蛯名正義     | 宗像義忠   |
| セイユウM           | 7月11日  | 福島競馬場 | 1000万下 | 芝2000m | カノン             | 牡4  | 蛯名正義     | 田中清隆   |
| ダイナガリバーM     | 7月18日  | 函館競馬場 | 500万下  | 芝2000m | ニシノデュー       | 牡3  | 藤田伸二     | 松田正弘   |
| オンワードゼアM     | 7月25日  | 函館競馬場 | 500万下  | 芝1800m | ブラックカフェ     | 牡4  | 四位洋文     | 小島太     |
| ホウヨウボーイM     | 8月1日   | 函館競馬場 | 500万下  | 芝1800m | セフティーエンペラ | 騸5  | 本田優       | 小野幸治   |
| メジロマックイーンM | 8月8日   | 函館競馬場 | 1000万下 | 芝1800m | ジョウノヴィーナス | 牝5  | D.ホワイト   | 藤沢和雄   |
| グリーングラスM     | 8月15日  | 小倉競馬場 | 1000万下 | 芝1800m | イブキディリータ   | 牡4  | 武豊         | 坂口正則   |
| ジャングルポケットM | 8月22日  | 札幌競馬場 | 500万下  | 芝1800m | バンブトンメール   | 牡4  | 須貝尚介     | 須貝彦三   |
| シンボリルドルフM   | 8月29日  | 新潟競馬場 | 1000万下 | 芝1600m | シルクディレクター | 牡3  | 北村宏司     | 大久保正陽 |
| アサカオーM         | 9月5日   | 札幌競馬場 | 500万下  | 芝1500m | ダンシングブルーム | 牝6  | 芹沢純一     | 岡田稲男   |
| ヒカリデユールM     | 9月12日  | 阪神競馬場 | 1000万下 | 芝2000m | インパルスシチー   | 牡5  | 幸英明       | 崎山博樹   |
| セントライト記念    | 9月19日  | 中山競馬場 | GII      | 芝2200m | コスモバルク       | 牡3  | 五十嵐冬樹   | 田部和則   |
| ビワハヤヒデM       | 9月26日  | 阪神競馬場 | 1000万下 | 芝2000m | マイティーカラー   | 牝4  | 内田浩一     | 宮徹       |
| タイキシャトルM     | 10月3日  | 中山競馬場 | 1000万下 | 芝1600m | ダイタクソニック   | 牡5  | 田中勝春     | 嶋田潤     |
| ハクリヨウM         | 10月10日 | 東京競馬場 | 1000万下 | 芝2000m | バシュアース       | 牡5  | 横山典弘     | 後藤由之   |
| トウメイM           | 10月17日 | 東京競馬場 | 1000万下 | 芝1800m | コスモインペリアル | 牡4  | 松永幹夫     | 清水利章   |
| ナリタブライアンM   | 10月24日 | 京都競馬場 | 1000万下 | 芝1800m | ハットトリック     | 牡3  | 武豊         | 角居勝彦   |
| タマモクロスM       | 10月31日 | 東京競馬場 | 1000万下 | 芝2000m | コンドルクエスト   | 牡3  | 安藤勝己     | 二ノ宮敬宇 |
| カネミノブM         | 11月7日  | 東京競馬場 | 1000万下 | 芝1800m | ソウゴン           | 牡5  | 石神深一     | 成宮明光   |
| スピードシンボリM   | 11月14日 | 京都競馬場 | 1000万下 | 芝1800m | ユキノスイトピー   | 牝4  | 須貝尚介     | 須貝彦三   |
| オグリキャップM     | 11月21日 | 京都競馬場 | 1000万下 | 芝1600m | アルビレオ         | 牡4  | C.ルメール   | 白井寿昭   |
| トウカイテイオーM   | 11月28日 | 東京競馬場 | 1000万下 | 芝2000m | ヒカルドウキセイ   | 牝3  | 後藤浩輝     | 栗田博憲   |
| キタノカチドキM     | 12月5日  | 阪神競馬場 | 500万下  | 芝1400m | ホウヨウソウル     | 牡2  | 有馬澄男     | 斉藤尭     |
| メイヂヒカリM       | 12月12日 | 中山競馬場 | 1000万下 | 芝2000m | ミスティーク       | 牝6  | 武豊         | 藤沢和雄   |
| イシノヒカルM       | 12月19日 | 中山競馬場 | 1000万下 | 芝1800m | プライマリーケア   | 牡4  | 江田照男     | 久保田貴士 |
| テンポイントM       | 12月26日 | 中山競馬場 | 1000万下 | 芝2500m | トウショウナイト   | 牡3  | 武士沢友治   | 保田一隆   |

※シンザンとセントライトのメモリアルレースはそれぞれシンザン記念、セントライト記念として施行された。